# Johann Ludwig Kisling

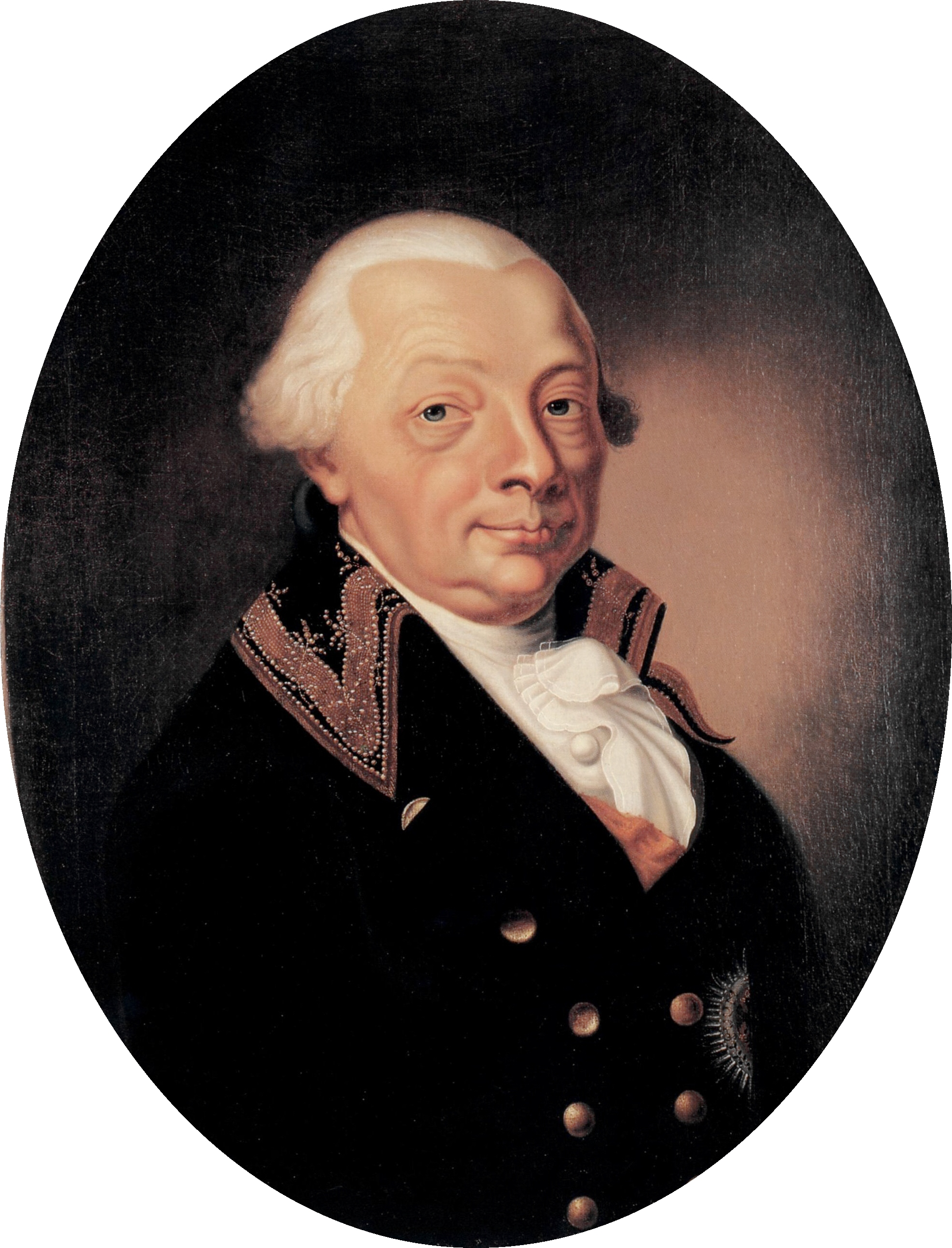
Porträt des Badischen Großherzogs Karl Friedrich, 1803

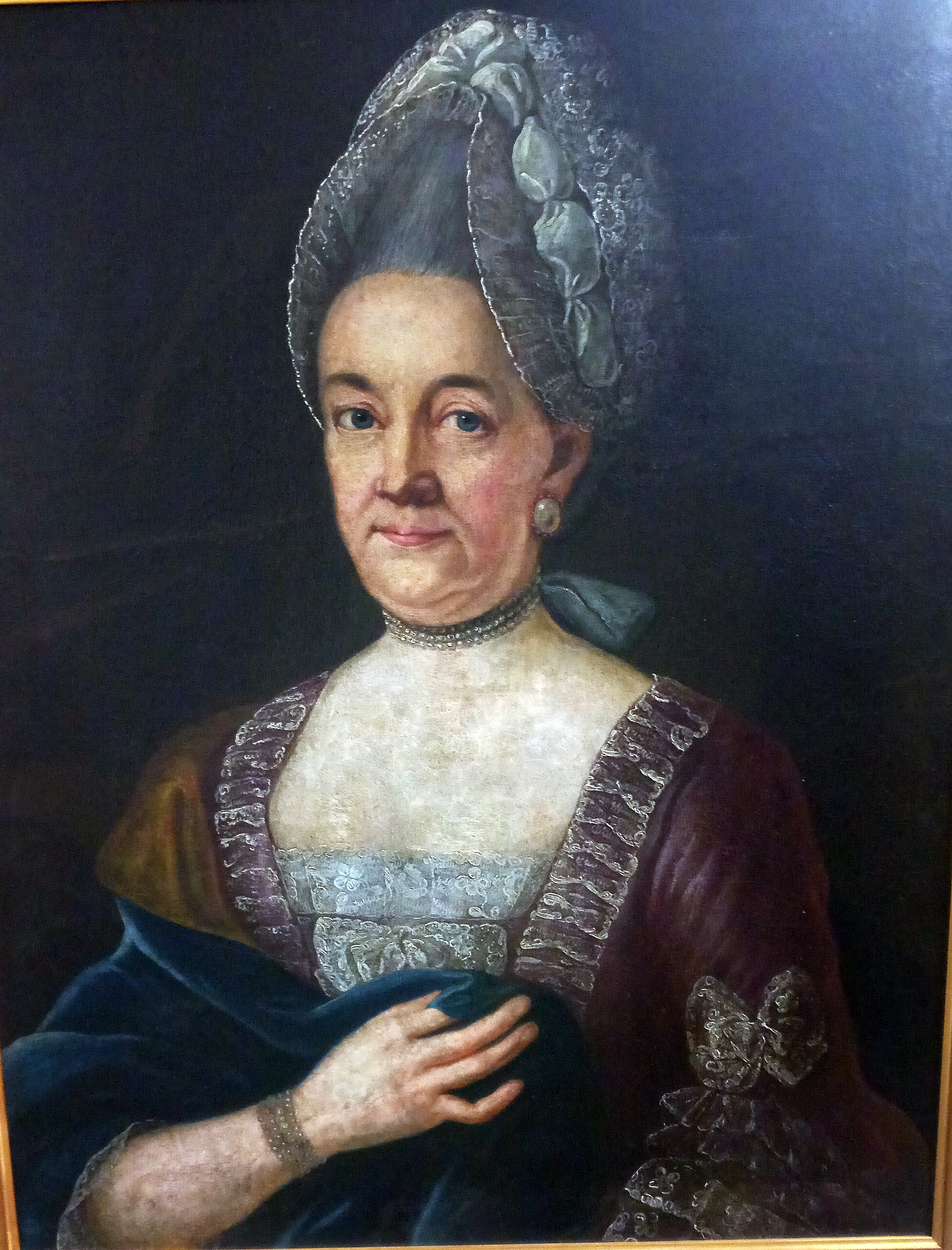
Friderika Juliana Vigelius, Schwester des Mannheimer Historikers Christoph Jakob Kremer; signiertes Gemälde im Stadtmuseum Grünstadt

Johann Ludwig Kisling (* 16. Juni 1746 in Durlach; † 24. Februar 1815, ebenda) war ein badischer Porträt-Hofmaler.

## Leben und Wirken
Er war der Sohn des berühmten badischen Porträt-Hofmalers Philipp Heinrich Kisling (1713–1767), lernte u. a. bei seinem Vater und folgte diesem als begabter Porträtist nach. In seinem Geburtsort Karlsruhe-Durlach ansässig malte er überwiegend Mitglieder der badischen Herrscherfamilie und ihres Umfeldes. Im frühen 19. Jahrhundert betrieb Johann Ludwig Kisling dort zusätzlich eine Zeichenschule. Seine Frau hieß Karolina und sie hatten zusammen mindestens 6 Kinder.
Als der Erfinder Karl von Drais 1813 sein Patent für einen vierrädrigen, durch eine rückwärtige Tretmühle angetriebenen „Wagen ohne Pferde“ anmelden wollte, hieß es amtlicherseits, dass der Maler Kisling aus Durlach bereits vor 25–30 Jahren eine ähnliche Maschine konstruiert habe und damit von Durlach nach Karlsruhe gefahren sei. Schriftliche Unterlagen darüber waren jedoch schon damals nicht mehr auffindbar. Die ersten Hausnummern in Durlach führte man 1793 ein. Der Rat beschloss, sie von dem  Maler Kisling nach dessen Modell herstellen zu lassen und bezahlte ihm für jede gemalte Nummer vier Kreuzer. Schon 1791 hatte man am Rathaus auch das neue Uhrenzifferblatt von ihm malen lassen.